# Людия Иванов
Людѝя Станчев Иванов e български учен ихтиолог, професор, доктор на биологическите науки, почетен член на съюза на учените в град Варна.

## Биография
Роден е на 11 януари 1929 г. в град Приморско, Бургаска област.
Висшето си образование завършва в Москва през 1954 г. През 1954 – 1958 г. е редовен аспирант към Софийски университет. През 1958 г. защитава кандидатска дисертация на тема „Черноморската скумрия“.
През 1968 г. придобива степен научен сътрудник, през 1963 г. става старши научен сътрудник втора степен, през 1982 г. старши научен сътрудник първа степен. През 1980 г. защитава докторска дисертация на тема „Динамика и рационална експлоатация на запасите на естествено и изкуствено възпроизвеждани рибни популации“.
Директор на „Института по рибовъдство и аквакултури“ град Варна през периода 1964 – 1990 г. Освен административната си дейност, той разработва и публикува множество научни трудове.

## Награди
- Орден на труда – златен – 1979 г.,
- Орден Кирил и Методий – първа степен – 1986 г.